# فرانكفورت (كنتاكي)
فرانكفورت (بالإنجليزية: Frankfort)‏ هي عاصمة كومنولث كنتاكي ومقر مقاطعة فرانكلين.  واستنادا إلى عدد السكان، فهي خامس أصغر عاصمة ولاية في الولايات المتحدة. وهي مدينة من درجة الحكم المحلي  في ولاية كنتاكي. بلغ عدد سكانها 25,527 نسمة في تعداد عام 2010. تقع فرانكفورت على نهر كنتاكي، وهي المدينة الرئيسية في منطقة فرانكفورت، كنتاكي العمرانية الإحصائية، التي تضم مقاطعات فرانكلين وأندرسون.

## التركيبة السكانية
حدّد مكتب تعداد الولايات المتحدة بيانات التركيبة السكانية لفرانكفورت في تعداد الولايات المتحدة. في ما يلي، التركيبة السكانية حسب تعدادي 2000 و2010.

### تعداد عام 2000
بلغ عدد سكان فرانكفورت 27,741 نسمة بحسب تعداد عام 2000، وبلغ عدد الأسر 12,314 أسرة وعدد العائلات 6,949 عائلة مقيمة في المدينة. في حين سجلت الكثافة السكانية 710.9 نسمة لكل كيلومتر مربع (1,841.2/ميل2). وبلغ عدد الوحدات السكنية 13,422 وحدة بمتوسط كثافة قدره 344 لكل كيلومتر مربع (891.0/ميل2).
وتوزع التركيب العرقي للمدينة بنسبة 81.84% من البيض و14.70% من الأمريكيين الأفارقة و0.13% من الأمريكيين الأصليين و0.94% من الأمريكيين ذوي الأصول الآسيوية و0.03% من سكان جزر المحيط الهادئ و0.77% من الأعراق الأخرى و1.60% من عرقين مختلطين أو أكثر و1.48% من الهسبانيون أو اللاتينيون من أي عرق.
بلغ عدد الأسر 12,314 أسرة كانت نسبة 29.1% منها لديها أطفال تحت سن الثامنة عشر تعيش معهم، وبلغت نسبة الأزواج القاطنين مع بعضهم البعض 38.9% من أصل المجموع الكلي للأسر، ونسبة 14.1% من الأسر كان لديها معيلات من الإناث دون وجود شريك، بينما كانت نسبة 3.5% من الأسر لديها معيلون من الذكور دون وجود شريكة وكانت نسبة 43.6% من غير العائلات. تألفت نسبة 37.6% من أصل جميع الأسر من عدة أفراد يعيشون في نفس المنزل ونسبة 13.1% كانت تتألف من شخص يعيش بمفرده يبلغ من العمر 65 عاماً أو أكثر. وبلغ متوسط حجم الأسرة المعيشية 2.14، أما متوسط حجم العائلات فبلغ 2.83.
بلغ العمر الوسطي للسكان 35.9 عاماً. وكانت نسبة 21.5% من القاطنين تحت سن الثامنة عشر، وكانت نسبة 9.1% بين الثامنة عشر والرابعة والعشرين عاماً، ونسبة 29% كانت واقعةً في الفئة العمرية ما بين الخامسة والعشرين والرابعة والأربعين عاماً، ونسبة 22% كانت ما بين الخامسة والأربعين والرابعة والستين، ونسبة 13.6% كانت ضمن فئة الخامسة والستين عاماً فما فوق. يوجد لكل 100 أنثى 88.2 ذكر، ويوجد لكل 100 أنثى في الثامنة عشر من عمرها فما فوق 82.4 ذكر.
بلغ متوسط دخل الأسرة في المدينة 34,980 دولارًا، أما متوسط دخل العائلة فبلغ 47,855 دولارًا. وكان متوسط دخل الذكور 31,339 دولارًا مقابل 25,361 دولارًا للإناث. وسجل دخل الفرد الخاص بالمدينة 20,512 دولارًا. وكانت نسبة 9.5% من العائلات ونسبة 13.9% من السكان تحت خط الفقر، وكان من هؤلاء نسبة 19.4% تحت سن الثامنة عشر ونسبة 14.8% في الخامسة والستين من العمر وما فوق.

### تعداد عام 2010
بلغ عدد سكان فرانكفورت 25,527 نسمة بحسب تعداد عام 2010، وبلغ عدد الأسر 11,140 أسرة وعدد العائلات 6,053 عائلة مقيمة في المدينة. في حين سجلت الكثافة السكانية 654.2 نسمة لكل كيلومتر مربع (1,694.4/ميل2). وبلغ عدد الوحدات السكنية 12,938 وحدة بمتوسط كثافة قدره 331.6 لكل كيلومتر مربع (858.8/ميل2).
وتوزع التركيب العرقي للمدينة بنسبة 77.07% من البيض و16.47% من الأمريكيين الأفارقة و0.28% من الأمريكيين الأصليين و1.42% من الأمريكيين ذوي الأصول الآسيوية و0.02% من سكان جزر المحيط الهادئ و1.79% من الأعراق الأخرى و2.94% من عرقين مختلطين أو أكثر و3.76% من الهسبانيون أو اللاتينيون من أي عرق.
بلغ عدد الأسر 11,140 أسرة كانت نسبة 27.9% منها لديها أطفال تحت سن الثامنة عشر تعيش معهم، وبلغت نسبة الأزواج القاطنين مع بعضهم البعض 32.6% من أصل المجموع الكلي للأسر، ونسبة 16.7% من الأسر كان لديها معيلات من الإناث دون وجود شريك، بينما كانت نسبة 5.1% من الأسر لديها معيلون من الذكور دون وجود شريكة وكانت نسبة 45.7% من غير العائلات. تألفت نسبة 38.3% من أصل جميع الأسر من عدة أفراد يعيشون في نفس المنزل ونسبة 12.2% كانت تتألف من شخص يعيش بمفرده يبلغ من العمر 65 عاماً أو أكثر. وبلغ متوسط حجم الأسرة المعيشية 2.14، أما متوسط حجم العائلات فبلغ 2.83.
بلغ العمر الوسطي للسكان 36.7 عاماً. وكانت نسبة 20.8% من القاطنين تحت سن الثامنة عشر، وكانت نسبة 13.1% بين الثامنة عشر والرابعة والعشرين عاماً، ونسبة 26.6% كانت واقعةً في الفئة العمرية ما بين الخامسة والعشرين والرابعة والأربعين عاماً، ونسبة 25.5% كانت ما بين الخامسة والأربعين والرابعة والستين، ونسبة 14% كانت ضمن فئة الخامسة والستين عاماً فما فوق. وتوزع التركيب الجنسي للسكان بنسبة 48.1% ذكور و51.9% إناث.

## المناخ
يظهر الجدول التالي التغييرات المناخية على مدار السنة لفرانكفورت:
| البيانات المناخية لـفرانكفورت | البيانات المناخية لـفرانكفورت | البيانات المناخية لـفرانكفورت | البيانات المناخية لـفرانكفورت | البيانات المناخية لـفرانكفورت | البيانات المناخية لـفرانكفورت | البيانات المناخية لـفرانكفورت | البيانات المناخية لـفرانكفورت | البيانات المناخية لـفرانكفورت | البيانات المناخية لـفرانكفورت | البيانات المناخية لـفرانكفورت | البيانات المناخية لـفرانكفورت | البيانات المناخية لـفرانكفورت | البيانات المناخية لـفرانكفورت |
| الشهر | يناير                         | فبراير                        | مارس                          | أبريل                         | مايو                          | يونيو                         | يوليو                         | أغسطس                         | سبتمبر                        | أكتوبر                        | نوفمبر                        | ديسمبر                        | المعدل السنوي                 |
| --- | ----------------------------- | ----------------------------- | ----------------------------- | ----------------------------- | ----------------------------- | ----------------------------- | ----------------------------- | ----------------------------- | ----------------------------- | ----------------------------- | ----------------------------- | ----------------------------- | ----------------------------- |
| الدرجة القصوى °ف (°م) | 80 (27)                       | 80 (27)                       | 88 (31)                       | 95 (35)                       | 99 (37)                       | 106 (41)                      | 111 (44)                      | 105 (41)                      | 106 (41)                      | 98 (37)                       | 84 (29)                       | 78 (26)                       | 111 (44)                      |
| متوسط درجة الحرارة الكبرى °ف (°م) | 41.5 (5.3)                    | 46.0 (7.8)                    | 55.8 (13.2)                   | 66.5 (19.2)                   | 75.2 (24.0)                   | 83.6 (28.7)                   | 87.3 (30.7)                   | 86.7 (30.4)                   | 80.4 (26.9)                   | 69.5 (20.8)                   | 57.3 (14.1)                   | 45.0 (7.2)                    | 66.2 (19.0)                   |
| المتوسط اليومي °ف (°م) | 31.7 (−0.2)                   | 35.3 (1.8)                    | 43.5 (6.4)                    | 53.5 (11.9)                   | 62.7 (17.1)                   | 71.5 (21.9)                   | 75.5 (24.2)                   | 74.6 (23.7)                   | 67.5 (19.7)                   | 56.2 (13.4)                   | 45.6 (7.6)                    | 35.4 (1.9)                    | 54.4 (12.4)                   |
| متوسط درجة الحرارة الصغرى °ف (°م) | 21.9 (−5.6)                   | 24.7 (−4.1)                   | 31.2 (−0.4)                   | 40.5 (4.7)                    | 50.1 (10.1)                   | 59.5 (15.3)                   | 63.8 (17.7)                   | 62.5 (16.9)                   | 54.6 (12.6)                   | 43.0 (6.1)                    | 34.0 (1.1)                    | 25.9 (−3.4)                   | 42.6 (5.9)                    |
| أدنى درجة حرارة °ف (°م) | −27 (−33)                     | −16 (−27)                     | −3 (−19)                      | 16 (−9)                       | 27 (−3)                       | 36 (2)                        | 48 (9)                        | 41 (5)                        | 30 (−1)                       | 20 (−7)                       | −1 (−18)                      | −17 (−27)                     | −27 (−33)                     |
| الهطول إنش (مم) | 3.70 (94)                     | 3.07 (78)                     | 4.39 (112)                    | 3.74 (95)                     | 4.01 (102)                    | 4.06 (103)                    | 4.14 (105)                    | 3.45 (88)                     | 2.90 (74)                     | 2.53 (64)                     | 3.29 (84)                     | 3.49 (89)                     | 42.77 (1٬086)                 |
| متوسط تساقط الثلوج إنش (سم) | 3.4 (8.6)                     | 2.8 (7.1)                     | 1.2 (3.0)                     | 0 (0)                         | 0 (0)                         | 0 (0)                         | 0 (0)                         | 0 (0)                         | 0 (0)                         | 0 (0)                         | 0.4 (1.0)                     | 1.6 (4.1)                     | 9.4 (24)                      |
| متوسط أيام هطول الأمطار (≥ 0.01 in)                                                                                                   | 11                            | 10                            | 11                            | 11                            | 11                            | 10                            | 9                             | 8                             | 7                             | 7                             | 9                             | 10                            | 114                           |
| متوسط الأيام المثلجة | 8.8                           | 6.9                           | 2.5                           | 0.5                           | 0.0                           | 0.0                           | 0.0                           | 0.0                           | 0.0                           | 0.0                           | 1.3                           | 6.7                           | 26.7                          |
| المصدر: NOAA (normals 1981–2010), Southeast Regional Climate Center (precipitation, snow and extremes 1895–2002) and pogodaiklimat.ru |                               |                               |                               |                               |                               |                               |                               |                               |                               |                               |                               |                               |                               |

## توأمة
لفرانكفورت (كنتاكي) اتفاقيات توأمة مع:
- سان بيدرو دي ماكوريس

## معرض صور

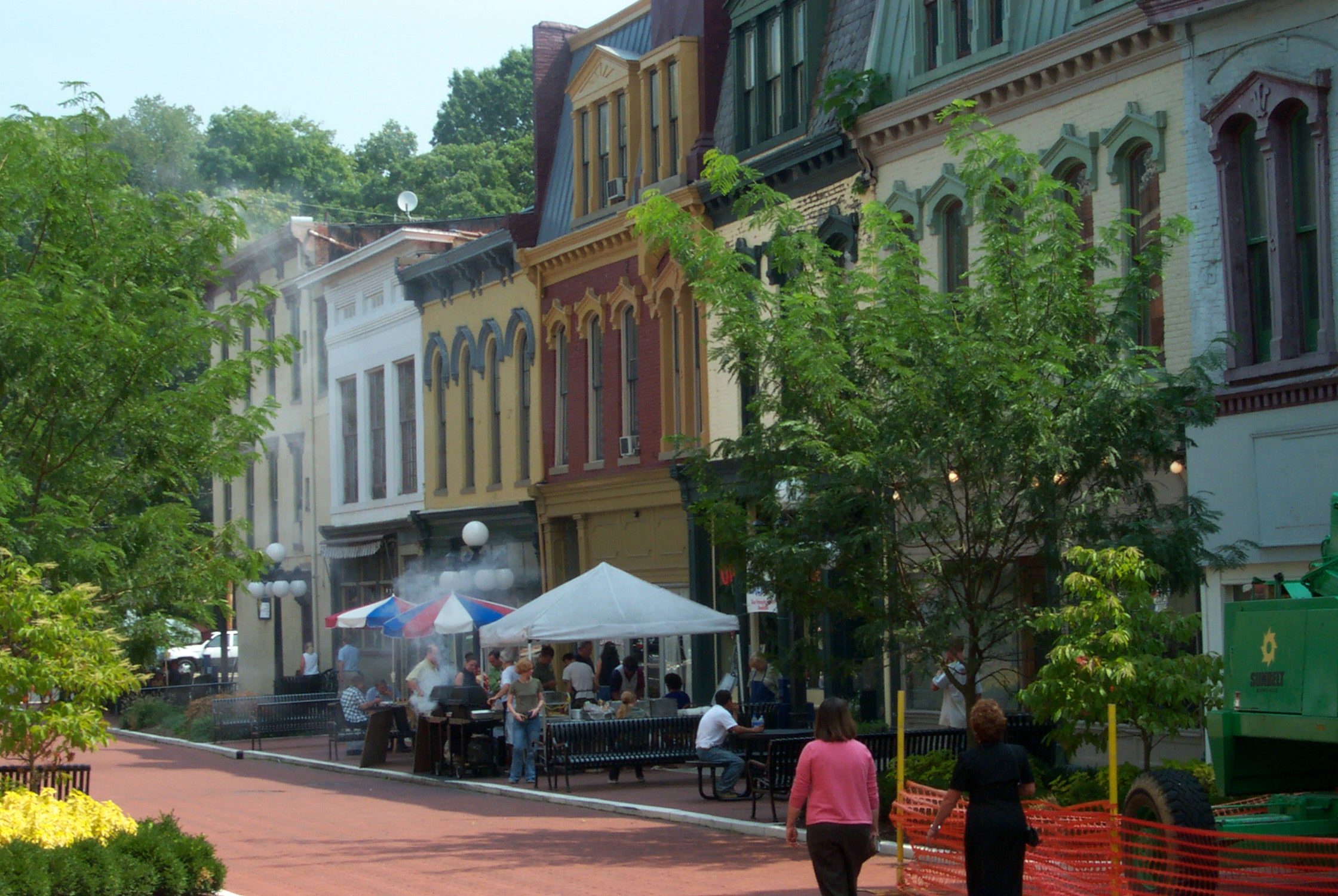
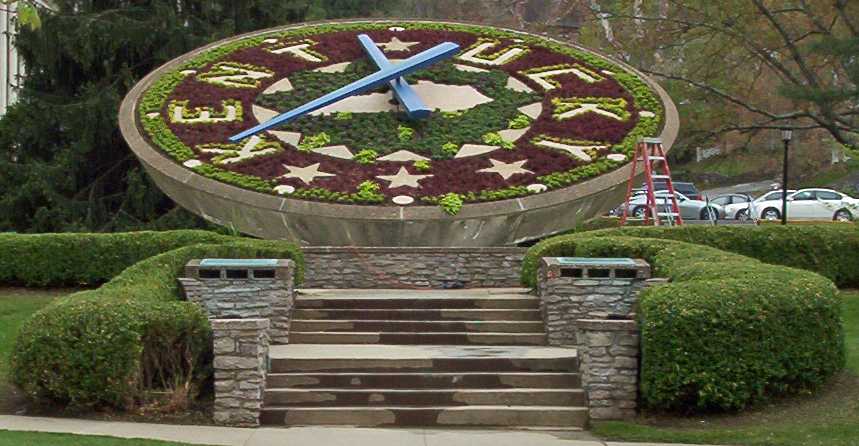
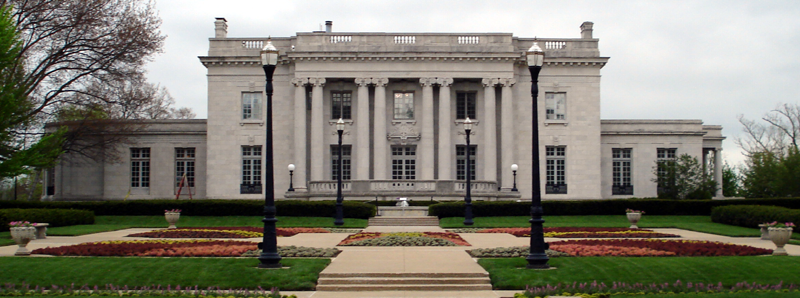
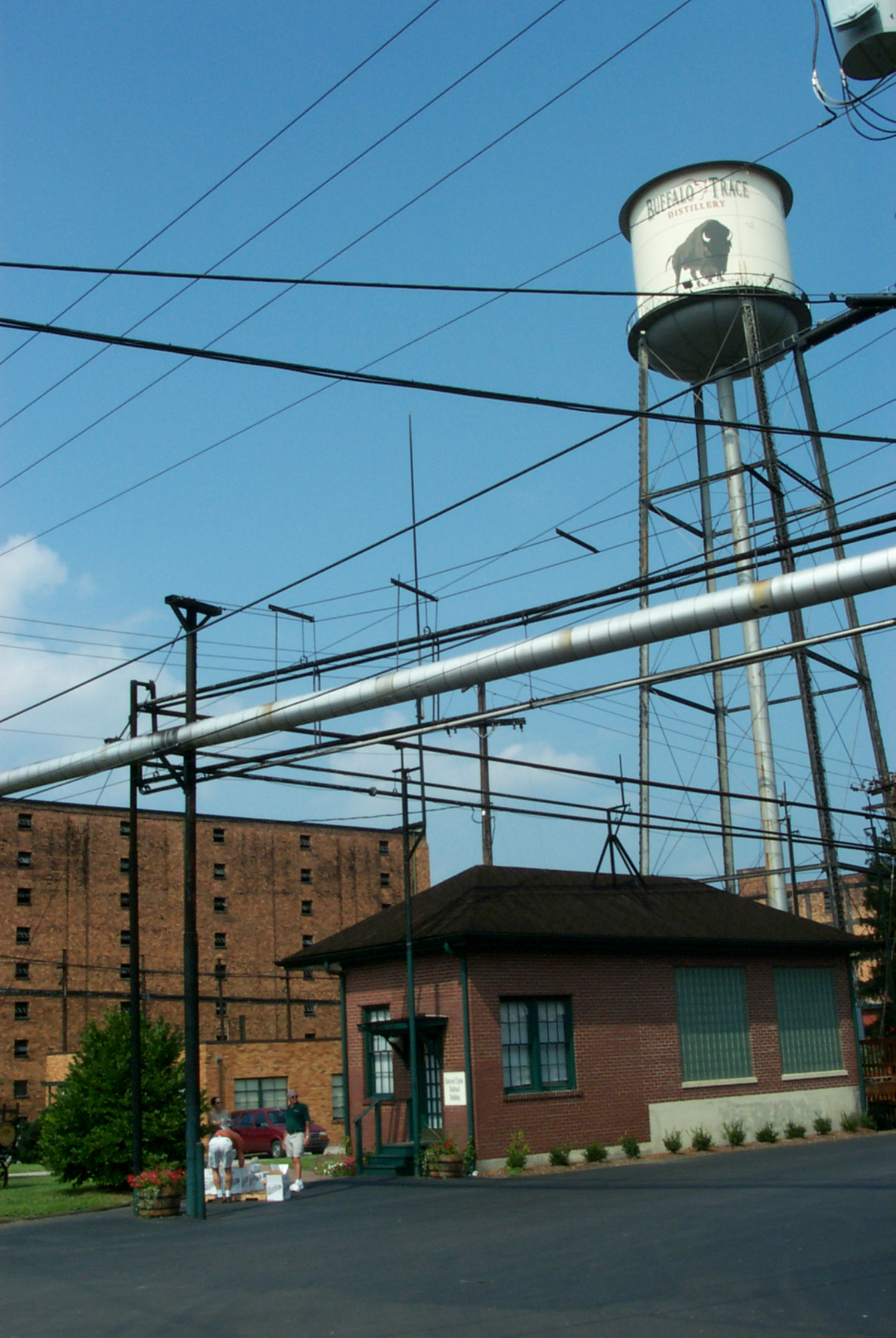

## أعلام
- جون جيه كريتندن
- ويل تشايس
- باتريشيا دوبونت
- همفري مارشال
- توماس كارلن
- جيمس كلارك
- ألبرت ب فال
- بيفرلي إل. كلارك
- ريتشارد مينتور جونسون
- إشام تالبوت
- همفري مارشال